# Boran-sur-Oise

Boran-sur-Oise este o comună în departamentul Oise, Franța. În 1 ianuarie 2022 avea o populație de 2.135 de locuitori.